# Puente Atlántico
Die Puente Atlántico ist eine Straßenbrücke über den Panamakanal. Sie überquert den Eingang zum Kanal vom Atlantik 
kurz vor den Gatún- und Agua-Clara-Schleusen bei Colón.
Die 2019 eröffnete Schrägseilbrücke ist nach der Puente de las Américas (1962) und der Puente Centenario (2004) die dritte permanente Brücke über den Kanal und die erste auf seiner atlantischen Seite. Gleichzeitig ist sie die größte Brücke in Panama. Sie ersetzt die zuvor an dieser Stelle betriebene Fähre. Die einstreifige bewegliche Brücke für kleinere Kraftfahrzeuge vor den Gatún-Schleusen hat seit dem Bau der Agua-Clara-Schleusen keine Verbindung mehr zum anderen Kanalufer, sie dient nur noch als Zufahrt zu der Insel zwischen den beiden Schleusen. Die 1942 eröffnete Drehbrücke in den Miraflores-Schleusen wurde 2019 endgültig abgebaut.
Die insgesamt 3081 m lange und 23,8 m breite Puente Atlántico hat je zwei Fahrspuren und einen Pannenstreifen pro Fahrtrichtung. Der schmale Steg an den Außenseiten zwischen den Schrägseilen dient nur dem Wartungspersonal. Sie besteht aus der 906 m langen westlichen Rampenbrücke, der eigentlichen Schrägseilbrücke mit einem 520 m weiten Mittelfeld und zwei 230 m langen Seitenfeldern und der 1125 m langen östlichen Rampenbrücke. Der Fahrbahnträger besteht aus einem vierzelligen Spannbeton-Hohlkasten. Er wird von zwei 212,5 m hohen Stahlbeton-Pylonen und 8×32 = 256 Schrägseilen getragen.
Ihre Durchfahrtshöhe beträgt 75 m.